# Minimax
Em teoria da decisão, o minimax (ou minmax) é um método para minimizar a possível perda máxima. Pode ser considerado como a maximização do ganho mínimo (maximin). Começa-se com dois jogadores 0-0 da teoria dos jogos, cobrindo ambos os casos em que os jogadores tomam caminhos alternados (por rodadas) ou simultaneamente. Pode-se estender o conceito para jogos mais complexos e para tomada de decisão na presença de incertezas. Nesse caso, não existe outro jogador, as consequências das decisões dependem de fatores desconhecidos.

## Jogo da Velha
Uma versão simples do algoritmo minimax lida com jogos como o jogo da velha, no qual cada jogador pode ganhar, perder ou empatar. Se o jogador A pode vencer com um movimento, esse é o seu melhor movimento. Se o jogador B identifica que um movimento levará a uma situação em que o adversário pode ganhar no  próximo movimento, e que existe outro movimento que poderá levar a uma situação em que o adversário pode, no máximo, empatar, então, este último é o melhor movimento para ele. Após algumas rodadas, é fácil identificar qual é o melhor movimento. O algoritmo minimax ajuda a encontrar a melhor jogada, ao se caminhar pelas opções válidas, a partir do fim do jogo.  A cada passo, assume-se que o jogador maximizador está tentando maximizar as suas chances de ganhar, enquanto na próxima rodada o jogador minimizador está tentando minimizar as chances de isso acontecer (maximizando as chances de que ele próprio ganhe). O maximizador precisa escolher uma jogada que tem a maior dentre as menores pontuações que o minimizador pode fazer aquele ter.

### Desempenho e otimizações
O algorítimo minimax no Jogo da Velha (ou em outros tipos de jogos) pode fazer muito processamento, o que pode fazer o algorítimo ser lento. Por isso, deve ser importante fazer-se otimizações para que ele seja efetuado de forma rápida durante a execução do jogo. Para isso pode ser usado por exemplo a Poda alfa-beta. Também pode ser importante, principalmente em dispositivos com baixo poder de processamento como celulares, ou até em dispositivos mais potentes, que os códigos sejam otimizados para evitar-se gastos com processamento e tempo desnecessários pois como esse algoritmo faz muito processamento, principalmente nas análises das primeiras partidas, tais gastos podem ser muito aumentados e causarem um grande impacto na queda de desempenho.

## Algoritmo
O algoritmo minimax com limite de profundidade (usando uma heurística para terminar o vasculhamento após uma dada profundidade) é mostrado abaixo, em pseudocódigo.
```
ROTINA minimax(nó, profundidade, maximizador)
    SE nó é um nó terminal OU profundidade = 0 ENTÃO
        RETORNE o valor da heurística do nó
    SENÃO SE maximizador é FALSE ENTÃO
        α ← +∞
        PARA CADA filho DE nó
            α ← min(α, minimax(filho, profundidade-1,true))
        FIM PARA
        RETORNE α
    SENÃO
        //Maximizador
        α ← -∞
        //Escolher a maior dentre as perdas causadas pelo minimizador
        PARA CADA filho DE nó
            α ← max(α, minimax(filho, profundidade-1,false))
        FIM PARA
        RETORNE α
    FIM SE
FIM ROTINA
```

A versão negamax deste mesmo algoritmo é apresentada abaixo. Essa versão baseia-se na observação que {\displaystyle \max(a,b)=-\min(-a,-b)}. Embora essa versão funcione apenas em jogos com dois jogadores, ela evita a necessidade do algoritmo tratar os jogadores separadamente.
```
ROTINA negamax(nó, profundidade)
    SE nó é um nó terminal OU profundidade = 0 ENTÃO
        RETORNE o valor da heurística do nó
    SENÃO
        α ← -∞                       
{ a avaliação é idêntica para ambos os jogadores }

        PARA CADA filho DE nó
            α ← max(α, -negamax(filho, profundidade-1))
        FIM PARA
        RETORNE α
    FIM SE
FIM ROTINA
```